# Teruchiyo Takamiya
 (septembre 2021).
Pour les articles homonymes, voir Takamiya.
Teruchiyo Takamiya (高宮輝千代, Takamiya Teruchiyo), né le 18 février 1942, est un cavalier japonais de saut d'obstacles.

## Carrière
Il participe aux Jeux olympiques d'été de 1972 à Munich. Il prend part uniquement à l'épreuve par équipe ; le Japon finit 16e.
En 2011, il était chef de piste.